# PebblePost
PebblePost — нью-йоркская маркетинговая компания, основанная Льюисом Гершем, Томом Гиббонсом и Робертом Виктором в 2014 году. Компания создала маркетинговый канал Programmatic Direct Mail, который использует данные о просмотре веб-страниц для отправки соответствующей прямой почтовой рассылки. PebblePost был включен в список первых новаторов ARF и включен в список 100 самых интересных стартапов 2016 года.

## История
Компания была основана Льюисом Гершем, Томом Гиббонсом и Робертом Виктором в 2014 году, её штаб-квартира находится в Нью-Йорке. Герш заявил, что поначалу у компании были проблемы с поиском поддержки, и её «в основном выгнали из-за этого». Но основатели проявили упорство и провели успешный начальный раунд. После этого состоялся выпуск их технологической платформы Programmatic Direct Mail.
В 2018 году PebblePost заручилась поддержкой и средствами от Advance Venture Partners, Capital One Growth Ventures и других инвесторов, чтобы закрыть раунд серии C, который составил 31 миллион долларов. PebblePost также получает финансирование от RRE, Greycroft, Tribeca Venture Partners и других инвесторов в области цифровых медиа.
22 марта 2016 г. PebblePost получила товарный знак «Programmatic Direct Mail». В настоящее время в PebblePost работает около 51-200 сотрудников

## Услуги
PebblePost — это маркетинговая платформа для перехода от цифровой к прямой почтовой рассылке, которая предоставляет брендам средство для охвата покупателей с помощью физической почты. PebblePost работает, используя данные о посещениях веб-сайта бренда, чтобы помочь брендам определить, какие клиенты с наибольшей вероятностью будут заинтересованы в определённых продуктах в данный момент времени, а затем отправляет им фирменную почту.